# Świętek krzyżaczek
Świętek krzyżaczek (Panagaeus cruxmajor) – palearktyczny gatunek
chrząszcza z rodziny biegaczowatych (Carabidae).
Występuje w prawie całej Europie (w tym w Polsce), północnej Afryce, Azji Mniejszej, na Kaukazie i Syberii. Owad osiąga 8–12 mm długości. Jego pokrywy są czarne z pomarańczowymi plamami, tworzącymi kontrastowy symetryczny wzór krzyża. Prowadzi nocny tryb życia, w dzień ukrywa się pod kamieniami i kawałkami drewna. Podobnym gatunkiem jest mniejszy Panagaeus bipustulatus, który preferuje jednak bardziej suche, nasłonecznione biotopy.
Jak u pozostałych przedstawicieli rodzaju, larwy są charakterystyczne, z długimi czułkami i cerci.
W Anglii ten gatunek chrząszcza jest rzadki i był wysoko ceniony przez XIX-wiecznych entomologów. Charles Darwin w liście do Leonarda Jenynsa opisał zdarzenie związane ze złapaniem osobnika świętka krzyżaczka w swoich latach studiów na Cambridge (około 1828 roku):
Muszę opowiedzieć Ci, co wydarzyło mi się na łące Cambridge w moich wczesnych latach jako entomologowi; pod kawałkiem kory znalazłem dwa biegacze (zapomniałem jakie) i złapałem jednego w jedną rękę, a drugiego w drugą, gdy nagle zobaczyłem wspaniałego Panagæus crux major. Nie mogłem się zdecydować na rezygnację z któregoś z biegaczy, a strata Panagæus  w ogóle nie wchodziła w grę, zdesperowany delikatnie włożyłem jednego z biegaczy między zęby, gdy ku mojemu niewypowiedzianemu obrzydzeniu i bólowi ta mała nieuprzejma bestia strzyknęła mi w gardło swoim kwasem, a ja straciłem oba okazy Carabus i okaz Panagæus!